# Hans Stohler

Hans Stohler (oben rechts) beim ICM 1932

Hans Stohler (* 15. August 1884 in Pratteln; † 11. November 1963 in Basel) war ein Schweizer Lehrer, Mathematiker und Heimatkundler.

## Leben
Hans Stohler, Sohn des Geometers und Politikers Martin Stohler, besuchte die Schulen in Pratteln, Liestal und Basel. Anschliessend studierte er Mathematik an der Universität Basel und beendete sein Studium 1911 mit der Erlangung des Doktortitels (Thema: Multiplikation und Teilung von Sigmaquotienten). 1908–1912 arbeitete er als Sekundarlehrer in Muttenz und anschliessend bis zu seiner Pensionierung im Jahr 1950 als Mathematiklehrer an der Oberen Realschule bzw. am Mathematisch-Naturwissenschaftlichen Gymnasium Basel. Er veröffentlichte mehrere Lehrbücher über Mathematik und Geografie sowie Zeitschriftenartikel über historisch-technologische Themen, wie Sonnenuhren, das römische Vermessungswesen und alte Marksteine.

## Werke (Auswahl)
- Die Sonnenuhr am Zerkindenhof. In: Basler Jahrbuch. 1945, S. 148–164.
- Die Wandlungen der Sonnenuhren am Basler Münster und die Basler Zeitmessung seit 1798. In: Basler Jahrbuch. 1948, S. 171–191.
- Bruno Heiz. Eine neue Sonnenuhr in Arlesheim. In: Baselbieter Heimatblätter. Bd. 23, 1958, Heft 2, S. 212–214 (doi:10.5169/seals-859470#31).
- Riehens Banngrenze. In: Jahrbuch z’Rieche. 1961 (online).
- Schilderung der Sonnenuhren auf der Löwenburg. In: Basler Stadtbuch. 1962, S. 26–33.